# Мордовське Баймаково
Мордо́вське Байма́ково (рос. Мордовское Баймаково, ерз. Мокшонь Баймак) — присілок у складі Рузаєвського району Мордовії, Росія. Входить до складу Русько-Баймаковського сільського поселення.

## Населення
Населення — 9 осіб (2010; 4 у 2002).
Національний склад (станом на 2002 рік):
- мокшани — 100 %